# Clara Southern
Clara Southern (née le 3 octobre 1860 à Kyneton, Victoria, et morte le 15 décembre 1940 à  Surrey Hills, Melbourne) est une peintre australienne associée à l'école d'Heidelberg, également connue sous le nom d'impressionnisme australien. Elle est active de 1883 à sa mort.

## Biographie

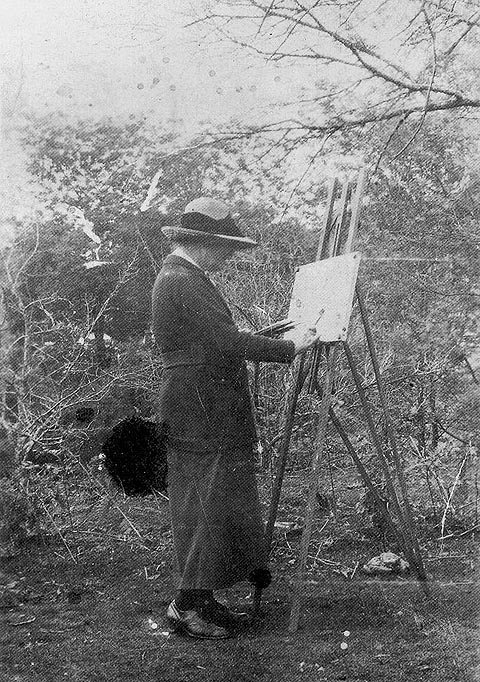
Clara Southern au chevalet, chez elle à Warrandyte, en 1930.

Southern nait à Kyneton, Victoria, en 1860. Aînée de six enfants, elle est la fille de John Southern, marchand de bois et agriculteur local, et de Jane Elliott.
Elle étudie à la National Gallery of Victoria Art School auprès de George Folingsby et Frederick McCubbin. À Melbourne, elle partage un studio à Grosvenor Chambers, 9 Collins Street, avec Jane Sutherland, à partir de 1888. Elle donne des cours d'art dans son atelier et rejoint régulièrement ses collègues de l'école d'Heidelberg lors de sorties de peinture en plein air à Heidelberg et à Eaglemont (en), dans la banlieue de Melbourne.
En 1908, elle établit une communauté artistique de jeunes peintres paysagistes à Warrandyte (en), dans la banlieue de Melbourne, sur les bords de la Yarra. Penleigh Boyd (en) et Harold Herbert en font partie, et son professeur et mentor Walter Withers lui rend régulièrement visite pour y peindre des paysages. Sa résidence au cottage « Blythe Bank » à Warrandyte a joué un rôle essentiel dans le développement de la communauté artistique de cette ville, avec des visites régulières d'artistes importants tel que McCubbin et Colquhouns, et Jo Sweatman (en) est devenue sa voisine à « Kipsy ». Beaucoup de ses œuvres reflètent l'esprit de la région, comme Evensong et A Cool Corner, et elle a encouragé de nombreux jeunes artistes à visiter son atelier. Elle est alors considérée comme l'éminente femme paysagiste de Melbourne.

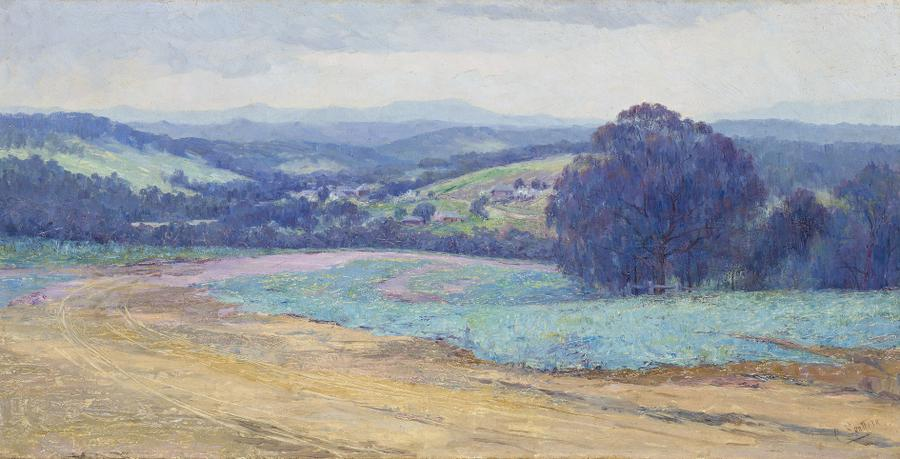
La route de Warrandyte, vers 1905-1910, huile sur toile,, collection privée.

Southern est grande avec des cheveux blond rougeâtre et est surnommée «Panther» en raison de sa « beauté agile ».
Le 9 novembre 1905, Southern épouse John Arthur Flinn à l'église anglicane St. John's à Blackburn. Ensemble, ils construisent un chalet, puis un studio, à Blythe Bank, Warrandyte,. Même après son mariage, Southern continue d'exposer sous son propre nom. 
Southern est membre de la Victorian Artists Society (en), de l'Australian Art Association (en), de la Melbourne Society of Women Painters and Sculptors, des Twenty Melbourne Painters (en) et du Lyceum Club (en). Ouvrant la voie à la participation des femmes dans les arts, Southern a été l'une des premières femmes élues à la Buonarotti Society, et la première femme membre de l'Australian Art Association.
Clara Southern a également soutenu des actions de charité et de secours, en aidant Violet Teague et sa sœur Una dans une exposition pour l'approvisionnement en eau de la mission de Hermannsburg, dans la région d'Alice Springs. Les feux de brousse étaient un risque dévastateur dans sa commune de Warrandyte, et elle a contribué à l'exposition de l'Artists' Bushfire Relief Fund. Malheureusement, son chalet Blythe Bank a justement disparu dans des feux de brousse.
Southern meurt à Melbourne le 15 décembre 1940. 
Southern Close, à Chisholm, dans la banlieue de Canberra est nommé en son honneur.

## Œuvres
Quelques-unes des œuvres de Clara Southern :
- Old Bee Farm (Le rucher de l'ancienne ferme), 1900, huile sur toile, National Gallery of Victoria.

Cette toile est une des œuvres les plus connues de l'artiste. Elle fait partie des cinquante-six tableaux figurant dans la liste des peintures australiennes classiques établie par l'éditeur Lloyd O'Neil (en).
Elle illustre la première de couverture  de l'ouvrage de Kay Schaffer, paru en 1988, Women and the Bush: Forces of Desire in the Australian Cultural Tradition  (Les femmes et le bush : Les forces du désir dans la tradition culturelle australienne).
- Landscape with Cottage (Paysage et maison de campagne), 1900, huile sur toile, collection privée.
- The old shed.(Le vieux hangar), 1900, huile sur toile, National Gallery of Australia.
- The artist's home (La maison de l'artiste), 1909, huile sur toile, collection privée.
- Evensong. (Chant du soir), vers 1900-1914, huile sur toile, National Gallery of Victoria.
- The kitchen (La cuisine), 1912, collection privée.
- Bush Camp. (Camp forestier), 1914, collection privée.
- A Cool Corner. (Un coin tranquille), 1918, huile sur toile, collection privée.
- The Back of the Barn. (L'arrière de la grange), date inconnue, huile sur toile, collection privée.
- The Yarra at Warrandyte. (Le fleuve Yarra à Warrandyte), date inconnue, huile sur toile, collection privée.

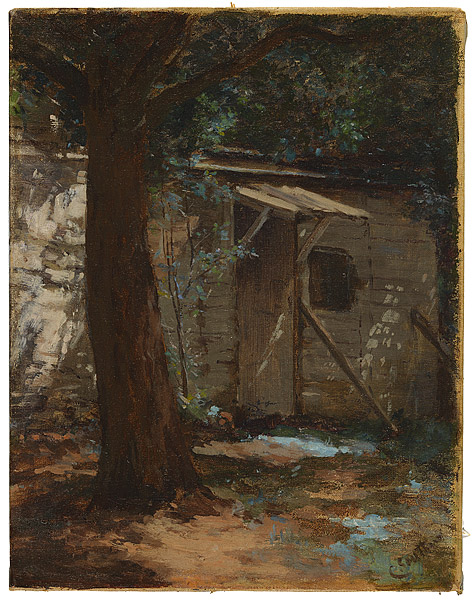
Le vieux hangar, 1900, huile sur toile, National Gallery of Australia.
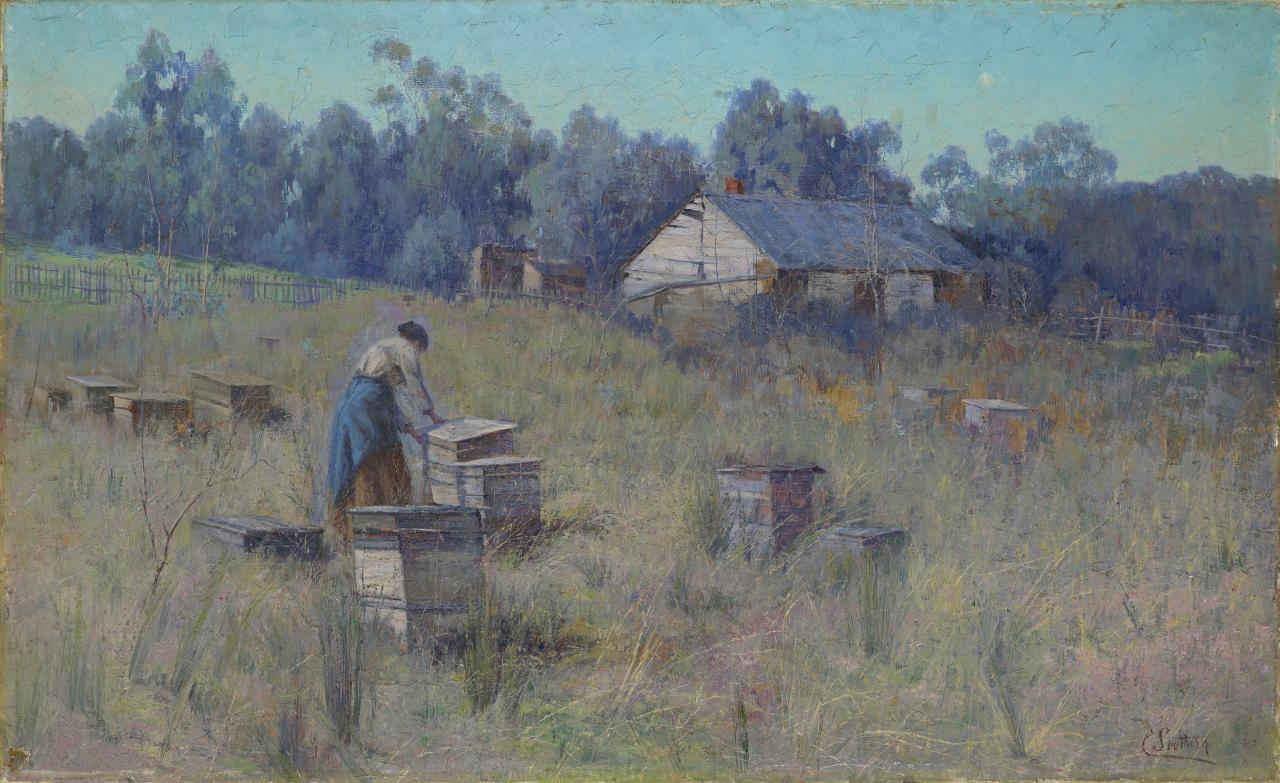
Le rucher de l'ancienne ferme, 1900, huiles sur toile, 69 × 112 cm , National Gallery of Victoria.
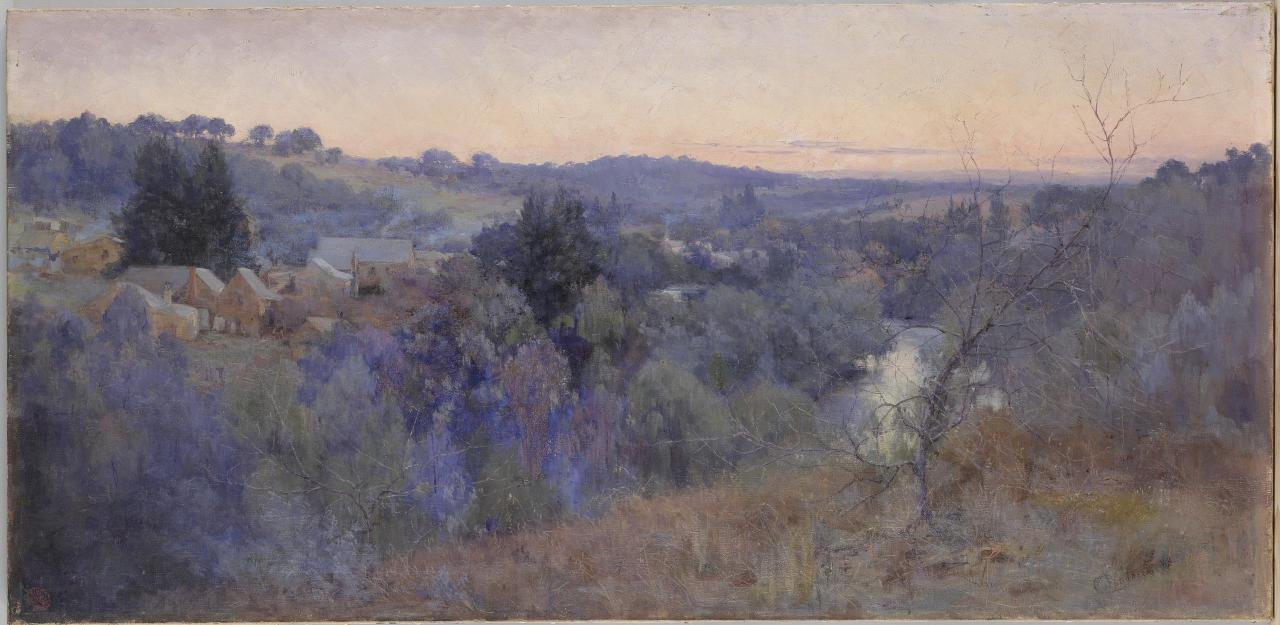
Chant du soir, vers 1900-1914, huile sur toile, National Gallery of Victoria.
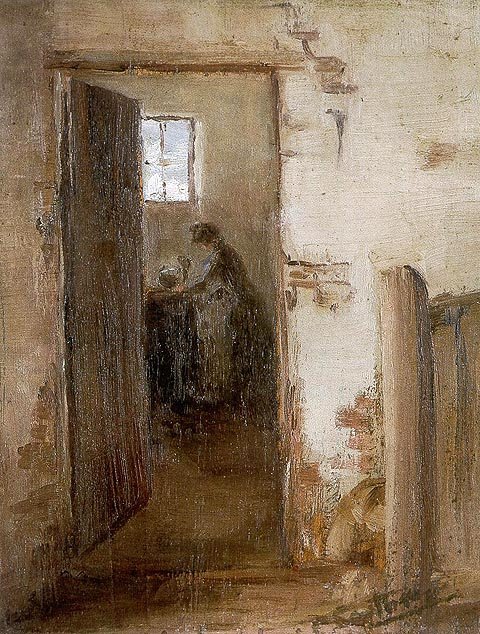
La cuisine, 1912, collection privée.
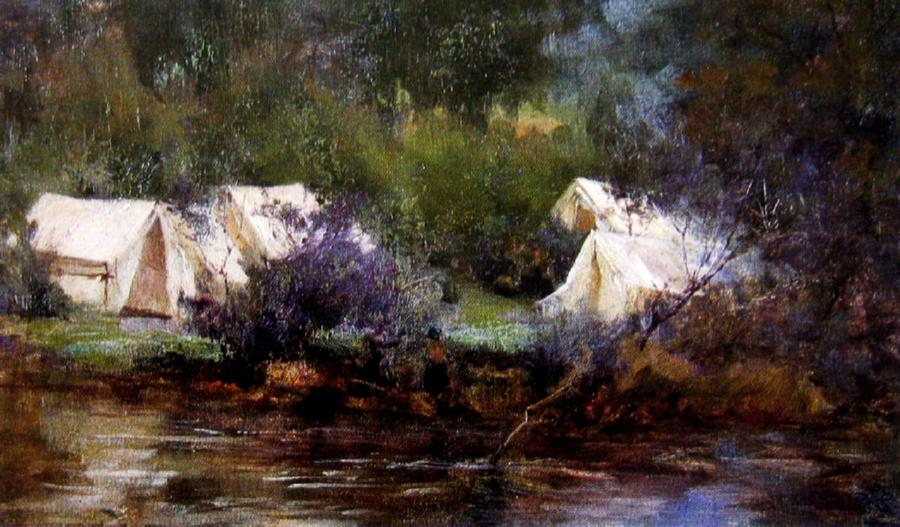
Camp forestier, 1914, collection privée.
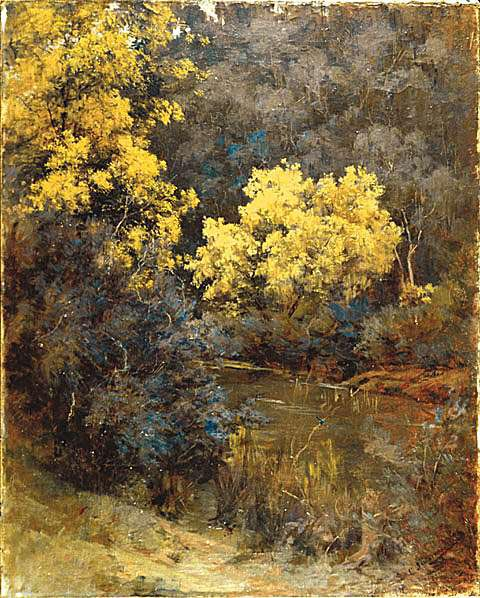
Un coin tranquille, 1918, huile sur toile, collection privée.
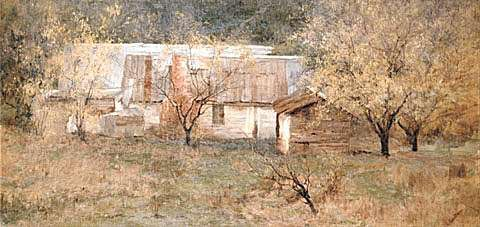
La maison de l'artiste, 1909, huile sur toile, collection privée.

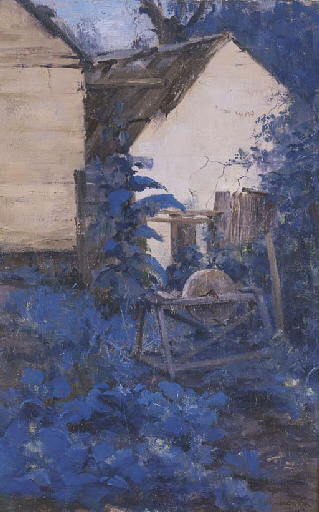
L'arrière de la grange, date inconnue, huile sur toile, 46,5 × 35 cm, collection privée.
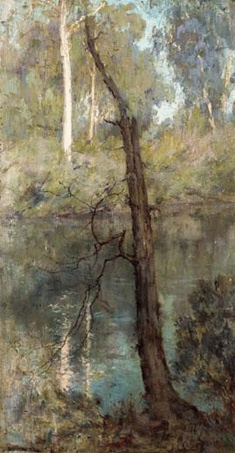
Le fleuve Yarra à Warrandyte, date inconnue, huile sur toile, 64,5 × 34 cm, collection privée.
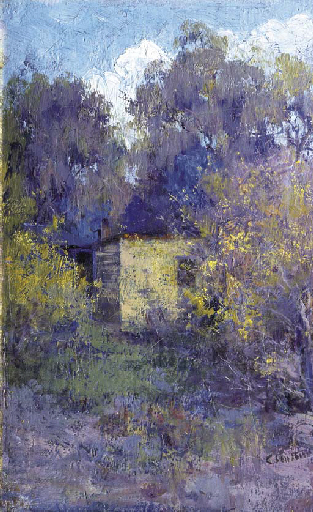
Paysage et maison de campagne, 1900, huile sur toile, 34,4 × 21,7 cm, collection privée.

## Expositions notables
De son vivant :
- 1899 - 1917 : Victorian Artists' Society
- 1907 : First Australian Women's Work Exhibition
- 1914, 1917-1919 : Australian Art Association Exhibition
- 1934 : Exposition en aide de l'approvisionnement en eau de Hermannsburg, en Australie centrale

Rétrospectives posthumes :
- 1975 : « Australian Women Artists, One Hundred Years 1840-1940 », Melbourne University, Ewing and George Paton Gallery
- 1995 : « A l'hombre des jeunes filles et des fleurs : In the shadow of young girls and flowers », Benalla Art Gallery
- 2011 - 2012 : « Look, Look Again », Lawrence Wilson Art Gallery, University of Western Australia